# Bærum
Bærum – gmina w okręgu Akershus w Norwegii, w zachodniej części aglomeracji Oslo. Siedzibą gminy jest miasto Sandvika.
Bærum jest największą gminą w Akershus z populacją 129 874 mieszkańców (2023).

## Władze gminy
Według danych na rok 2011 administratorem gminy (norw. rådmann) jest Marit Langfeldt Ege, natomiast burmistrzem (norw. ordfører, d. borgermester) jest Odd Reinsfeldt.

## Zobacz też

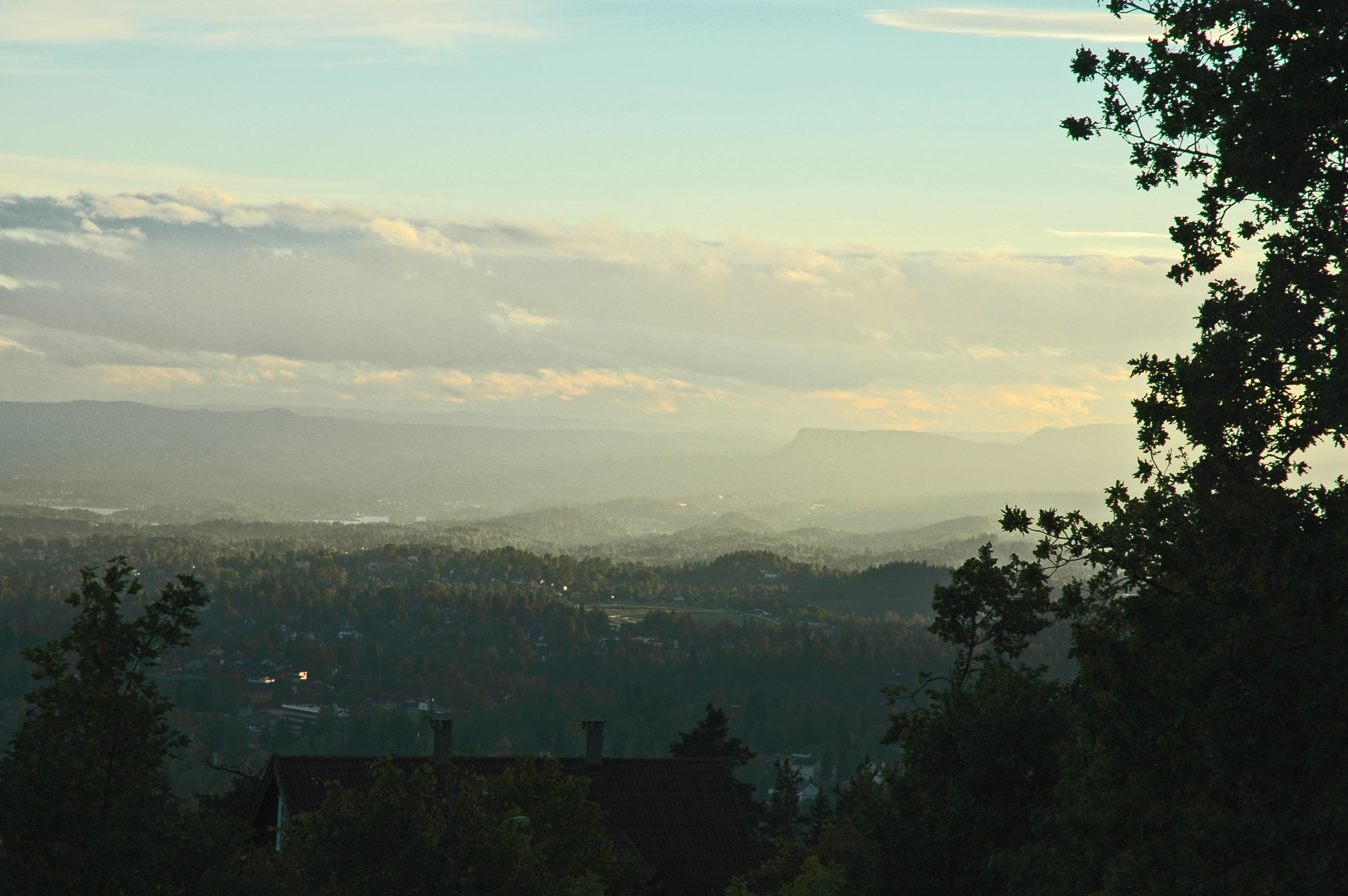
Widok na Bærum z Holmenkollen

## Sport
- Stabæk IF – klub piłkarski
  - Telenor Arena – stadion klubu